# Salamaua (Schiff)
Die USS Salamaua (CVE-96) war ein Geleitflugzeugträger der Casablanca-Klasse in Diensten der United States Navy während des Zweiten Weltkriegs im Pazifikraum. Ursprünglich war sie Anguilla Bay (ACV-96) genannt worden, allerdings nach der Eroberung der gleichnamigen Halbinsel durch Australien umbenannt. Der Träger wurde am 26. Mai 1944 in Dienst gestellt und unter das Kommando von Capt. Joseph I. Taylor, Jr. gestellt.

## Daten
Der Träger hatte eine Besatzung von 860 Mann und konnte 28 Flugzeuge mitführen. Die Maße betrugen 156 Meter Länge, 33 Meter maximale Breite und 19,9 Meter Höhe. Mit einer Verdrängung von 7800 Tonnen konnte er durch zwei Antriebswellen und vier Motoren mit insgesamt 9000 PS eine Höchstgeschwindigkeit von 20 Knoten erreichen.

## Erste Aufgaben
Nach der Indienststellung transportierte sie zuerst Nachschub und Flugzeuge nach Hawaii und Neuguinea, nahm also am Pazifikkrieg teil. Ab dem 16. Oktober 1944 wurde sie im Pazifik eingesetzt, sie gab Konvois im Golf von Leyte Luftunterstützung.

## Landung auf Luzon
Auf Befehl des Oberkommandos der Pazifikflotte wurde der Träger während der Landung auf Luzon eingesetzt. Die Flugzeuge bombardierten feindliche Küstenverteidigungen und deckten Landungsschiffe.
Am 13. Januar 1945 um 9 Uhr wurde der Träger Ziel eines Kamikaze-Angriffs, ein einzelnes Flugzeug schlug mit zwei Bomben auf dem Flugdeck ein. Bei der Explosion kamen 15 Matrosen ums Leben, mehr als 80 wurden verletzt. Durch den Angriff brachen im Hangar und anderen Sektionen Feuer aus und unterbrachen die schiffsinterne Kommunikation. Auch der Antrieb wurde beschädigt. Zwei weitere Angreifer konnten abgeschossen werden.
Der beschädigte Träger wurde notdürftig repariert und kehrte nach San Francisco zurück.
Bis zum 21. April wurde der Träger repariert und kehrte ins Kriegsgebiet zurück, wo er unter anderem am Angriff auf Okinawa beteiligt war. Am 5. Juni wurde der Träger Opfer eines Taifuns und musste erneut instand gesetzt werden.
Der letzte Einsatz führte die USS Salamaua kurz nach Kriegsende in die Bucht von Tokio, wo die Flugzeuge die alliierte Besetzung überwachten. Bald darauf kehrte der Träger mit Truppen zurück in die USA (Operation Magic Carpet).

## Verschrottung
Nach dem Krieg wurde USS Salamaua am 9. Mai 1946 außer Dienst gestellt und ab dem 18. November 1946 verschrottet.